# Beočin
Beočin (srp. Беочин, mađ. Belcsény, nje. Beotschin) je grad i općina u Južno-bačkom okrugu u Srbiji. Po popisu stanovništva iz 2002. godine ima 8058 stanovnika.

## Zemljopis
Iako se općina Beočin nalazi u Južno-bačkom okrugu, teritorij općine se ne nalazi u Bačkoj, već u Srijemu, ali zbog neposredne blizine regionalnog centra, Novog Sada (oko 15 km), se svrstava u Bački okrug. Mjesto se nalazi u sjevernom Srijemu, na obroncima Fruške gore i desne strane Dunava.

## Povijest
Naselje na sadašnjem području Beočina se prvi put spominje u 18. stoljeću. Između 1860. i 1867. u Beočinu je građena cementara, koja je zapravo prva tvornica cementa u Hrvatskoj. Početkom 20. stoljeća nastalo je i naselje za radnike. Poslije Drugog svjetskog rata Beočin se širi na istok, pa postaje sve važniji centar za okolna sela.

## Upravna organizacija
Vidi Beočin (općina).

### Crkvena upravna organizacija
Beočinska rimokatolička župa je osnovana 1979., no to se radilo o obnovi nekadašnje župe koja je postojala još u 15. stoljeću. Upravno pripada Srijemskoj biskupiji.

## Stanovnici
1991. je u ovom gradiću živjelo 7873 st., od čega 3962 Srba, (50,4%), 1613 izjašnjenih kao Jugoslavena (20,5%), 755 Roma (9,6%), 619 Hrvata (7,9%), 209 Mađara (2,7%), 107 Crnogoraca, 93 Slovaka, 69 Slovenaca, 42 Muslimana, 34 Makedonaca, 21 Nijemac, 19 Rusin, 16 Albanaca te ostalih.
2002. je u ovom gradiću živjelo 8058 st., od čega 4695 Srba (58,3%), 1019 Roma (12,6%), 693 izjašnjenih kao Jugoslavena (8,6%), 507 Hrvata (6,3%), 182 Mađara (2,3%), 96 Slovaka, 75 Slovenaca, 56 Crnogoraca, 25 Rusina, 24 Nijemca, 21 Musliman, 19 Makedonaca, 16 Albanaca i ostalih.

## Poznate osobe
- Darko Baštovanović, visoki dužnosnik hrv. manjine u Srbiji

## Gradovi pobratimi
- Ugljevik (od 1982.)
- Nováky
- Batanja

## Vanjske poveznice
- (srp.) www.beocin.rs
- (srp.) www.beocingrad.com
- Beočin  Arhivirana inačica izvorne stranice od 12. ožujka 2009. (Wayback Machine)
- (srp.) Beocin.net  Arhivirana inačica izvorne stranice od 23. studenoga 2009. (Wayback Machine)